# تشارلز هنري روز
تشارلز هنري روز (بالإنجليزية: Charles Henry Rose)‏ هو سياسي أمريكي، ولد في 4 نوفمبر 1873 في هونولولو في الولايات المتحدة، وتوفي في 15 يناير 1948. حزبياً، نشط في الحزب الديمقراطي.